# Corc de la fusta

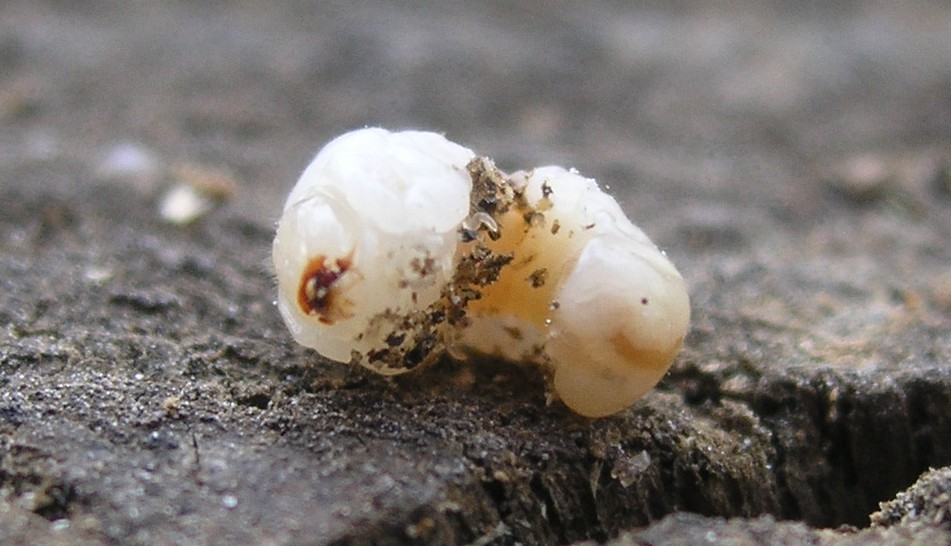
Corc comú (larva)

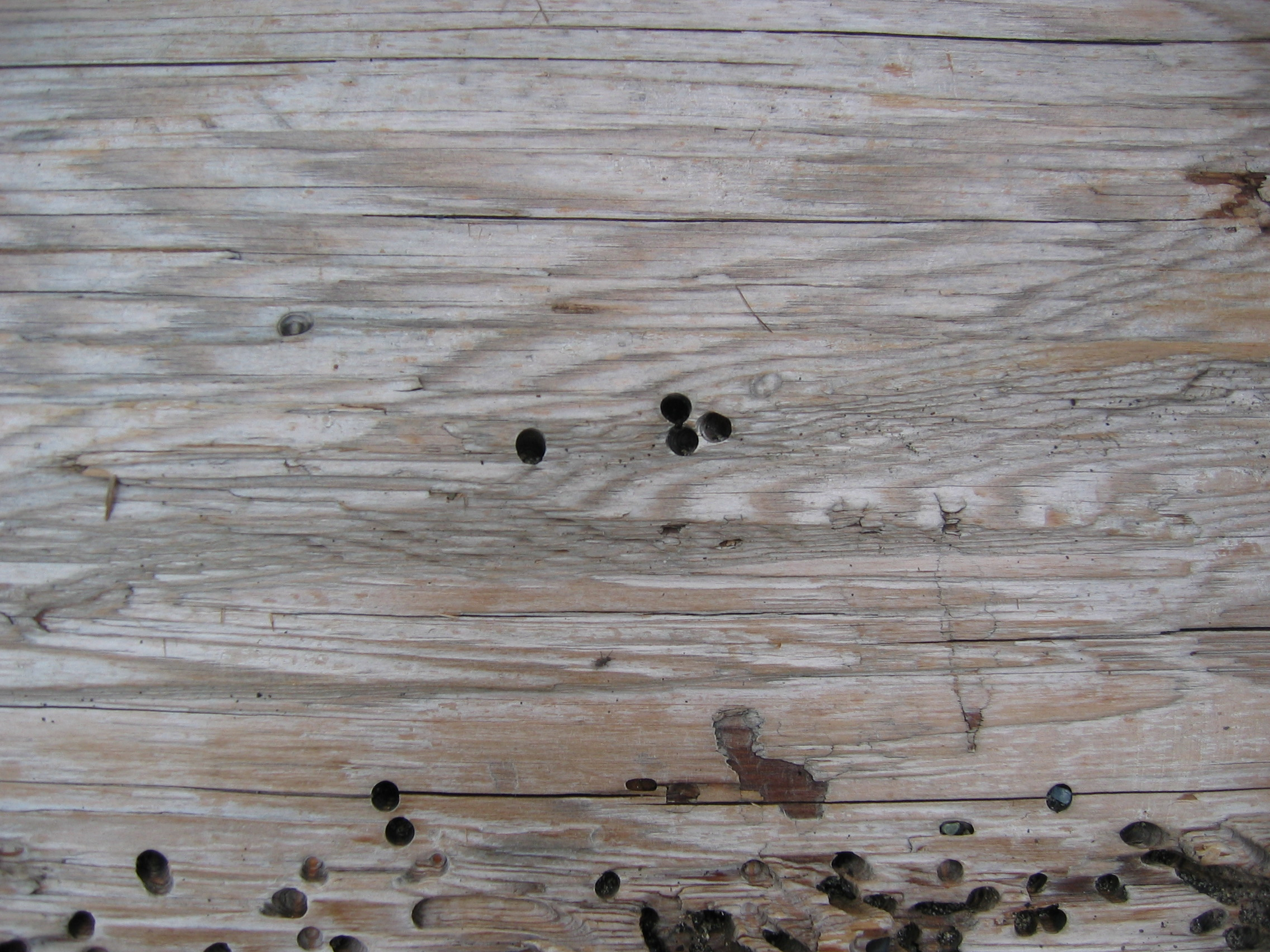
Fusta corcada

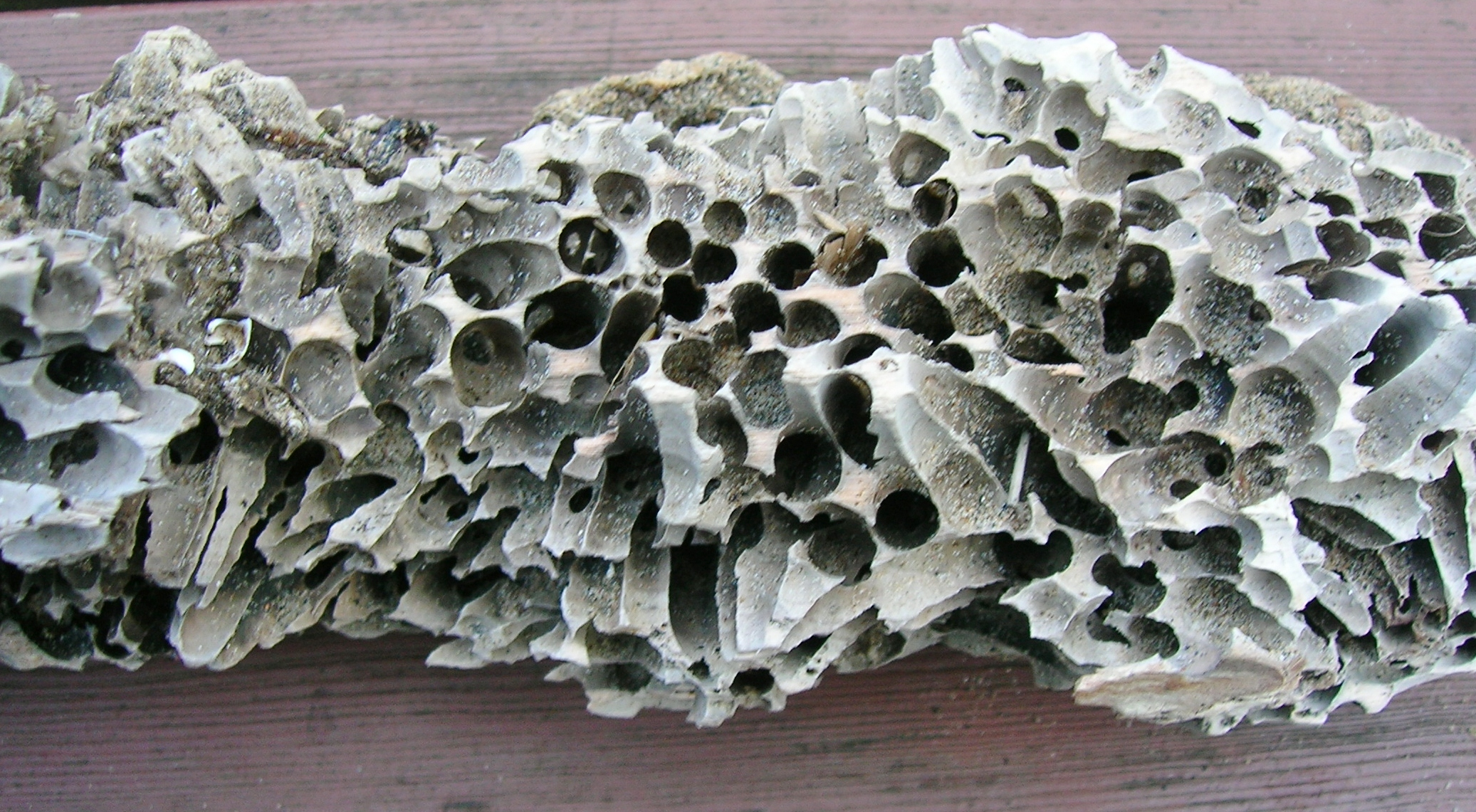
Fusta corcada pel mol·lusc corc marí

Corcs, corcó o barrinadors de la fusta també anomenats queres són les larves de diverses espècies d'insectes o al medi marí mol·luscs xilòfags que perforen la fusta (bigues, mobles, enteixinats, etc.) dins de les quals foraden galeries, que la malmeten. Els corcs de la fusta terrestres produeixen corquim, una pols característica anomenada també quera o corcadura. Fora de l'hàbitat humà, als boscs, tenen una funció en el cicle biològic de la descomposició dels arbres morts. En l'àmbit humà són considerats una plaga pels danys que poden causar a les construccions, mobles i obres d'art.
La infecció en edificis i mobles és fàcil de reconèixer, però més pels seus rastres (orificis i serradures) que per la visió del mateix corc, que viu amagat al fons de galeries. Colonitza i danya la fusta en estat de corc.

## Distribució i característiques
Viuen arreu al món. Segons l'espècie i les circumstàncies (humitat, temperatura, valor proteínic de l'hoste) calen entre dos i quatre anys abans que atenyi l'estadi de pupa. Els adults tenen una vida curta, d'una a tres setmanes. Han trobat en l'hàbitat de l'home un biòtop ideal. Trien generalment fusta amb un grau d'humitat mínim d'un 10% en llocs frescs, de manera que el seu entorn més propici són les parts no escalfades de construccions humanes, sempre que hi hagi fusta morta.
Durant la major part de la seva vida la larva rosega galeries per dins de la fusta. En la seva última etapa d'imago, molt curta, es transforma en coleòpter. Després de la metamorfosi forada un orifici circular a la superfície per sortir i cercar parella. Això sol ser en els mesos càlids de l'any, entre abril i setembre. La capacitat de vol depèn de l'espècie. Després de la fecundació, les femelles ponen ous en qualsevol tipus d'esquerda. Els ous es desclouen i les diminutes larves roseguen el seu camí fusta endins. Només a l'estadi d'imago són realment vulnerables.
Hi ha altres espècies de corcs que ataquen arbres vius, com per exemple el barrinador de l'escorça, el corc del suro, el corc dels brots de l'avellaner i molts altres.

## Espècies
Les espècies nocives més freqüents són:
- Anòbids
  - Corc comú (Anobium punctatum).[3]
  - Corc dels llibres (Nicobium castaneum).
  - Escarabat del rellotge de la mort (Xestobium rufovillosum). És l'únic que pot aparellar-se dins de les galeries.[4] Ataca el roure i el salze, però només quan certs fongs ja els han debilitat prèviament. Per atreure parella, fan un soroll que sembla el tic-tac de rellotge, cosa que n'explica el nom. Com que aquest soroll se sent només en edificis tranquils, sovint en mal estat i lúgubres, la fantasia popular va associar-los amb un rellotge de la mort.[5]
- Bostríquids
  - Corc de la vinya (Sinoxylon sexdentatum).
- Cerambícids
  - Corc gran (Hylotrupes bajulus). És el més gran. Ataca només la fusta de les coníferes i principalment els pins, als quals fa forats d'entre set i deu mil·límetres
- Líctids
  - Lyctus linearis, autòcton.
  - Lyctus brunneus, importat amb la fusta tropical

- Teredínids
  - Broma o corc marí: mol·lusc bivalve però amb cos en forma de corc, infesta fusta submergida i embarcacions.[6]

## Tractaments i remeis pels corcs de la fusta
El corc és una plaga comuna en construccions, fusteria i mobiliari. Les fustes exòtiques i dures rarament són infestades, excepte la part d'albeca que s'hauria deixat, la majoria dels corcs prefereixen varietats més toves com el pi, excepte l'escarabat del rellotge de la mort, gran aficionat a la fusta de roure. El seu efecte pot ser molt perjudicial a les obres d'art, no només a talles i retaules sinó també a pintures sobre tela en atacar-ne els marcs i bastidors. La seva presència es reconeix fàcilment pels orificis visibles a la superfície i per les serradures que en surten. De vegades, la plaga sembla latent perquè no es veuen forats nous, però en realitat les larves segueixen rosegant l'interior, de manera que qualsevol tractament d'erradicació no es pot donar per definitiu al primer any.
Per a l'eliminació del corc comú hi ha diversos tractaments i remeis, tant professionals (mitjançant químics i gasos) com casolans.
- Congelació i gas: El corc no resisteix el fred extrem, de manera que la congelació és un remei efectiu i que normalment no danya els objectes tractats. Els mobles i altres elements manejables es dipositen en cambres frigorífiques durant diversos dies. Les peces petites (com les escultures) es poden introduir en baguls congeladors d'ús domèstic, prenent la precaució d'embolicar-les en bosses de plàstic. Una altra opció és el gas; alguns restauradors professionals compten amb càmeres especials, hermètiques, on s'agrupen mobles, tapissos i altres objectes fràgils i els sotmeten a un gas o a privació d'oxigen, que erradica qualsevol insecte.
- Substàncies a brotxa o injecció: hi ha al mercat múltiples preparats líquids, per ser aplicats a brotxa o pistola a les zones afectades. No impliquen la mort immediata del corc, però amaren la fusta d'un tòxic que matarà les larves quan la masteguin. L'època més propícia per al tractament és el final de l'hivern, abans que les larves es transformin en escarabat i surtin. En coberts, quadres i altres construccions de l'àmbit rural és habitual emprar gasoil, oli usat i altres substàncies petrolíferes assequibles per ruixar bigues i taulons a manera preventiva. Fins fa pocs anys totes les substàncies anticorc s'obtenien del petroli pel que desprenien una olor forta, actualment hi ha preparats aquosos que són inodors i incolors. De tota manera, les peces més valuoses (mobles amb incrustacions, escultures) s'han de tractar amb cautela. S'ha de provar primer en una petita zona invisible, per comprovar si causa alteracions. En molts mobles antics, el corc ataca l'estructura (de fusta tova) i tot just toca els fronts o zones més decorades, elaborades en fustes millors. Per redoblar el tractament i si l'extensió és raonable, el líquid ha d'introduir-se també en tots els orificis amb una xeringa per accedir millor a l'interior.
- Microones: una tècnica recent, que fan servir per a bigues, parquets i arrimadors.[7]
- Prevenció: per als corcs necessiten la col·laboració de fongs per poder digerir la fusta, en eliminar els fongs o les condicions que afavoreixen el seu desenvolupament com la humitat, es fa desaparèixer el corc.

La Generalitat de Catalunya ha creat el 1980 el Centre de Restauració de Béns Mobles de Catalunya (CRBMC) amb unes instal·lacions capdavanters per a la preservació i la restauració d'objectes patrimonials. És obert també als particulars que necessiten consell o tractament d'una obra en mal estat.